# سیارک ۱۸۸۲۶
سیارک ۱۸۸۲۶ (به انگلیسی: 18826 Leifer، نامگذاری:1999NG24) هجده هزار و هشتصد و بیست و ششمین سیارک کشف شده‌است که در ۱۴ ژوئیه ۱۹۹۹ کشف شد.
قدر مطلق سیارک برابر ۱۴.۸ است.